# Дамори, Ричард, 2-й барон Дамори
Ричард Дамори или Ричард д’Амори (англ. Richard Damory; умер в 1375) — английский аристократ, 2-й барон Дамори с 1330 года. Сын Ричарда Дамори, 1-го барона Дамори. После смерти отца унаследовал баронский титул и владения в Оксфордшире, Бакингемшире и Сомерсете. В 1341—1347 годах участвовал в боевых действиях на континенте. Умер бездетным и стал последним бароном Дамори.